# Tucetona
Tucetona es un género de moluscos bivalvos perteneciente a la familia Glycymerididae. Son animales marinos, que poseen una capa exterior acanalada en sus valvas.

## Especies
Las especies descriptas del género Tucetona son:
- Tucetona amboinensis (Gmelin, 1791)
- Tucetona angusticosta (Lamprell & Whitehead, 1990)
- Tucetona arcodentiens (Dall, 1895)
- Tucetona audouini (Jousseaume in Lamy, 1916)
- Tucetona aureomaculata (Angas, 1879)
- Tucetona auriflua (Reeve, 1843)
- Tucetona bicolor (Reeve, 1843)
- Tucetona broadfooti (Iredale, 1929)
- Tucetona kauaia (Dall, Bartsch & Rehder, 1938)
- Tucetona kilburni (Matsukuma, 1984)
- Tucetona laticostata (Quoy & Gaimard, 1835)
- Tucetona mindoroensis (E. A. Smith, 1916)
- Tucetona molokaia (Dall, Bartsch & Rehder, 1938)
- Tucetona montrouzieri (Angas, 1872)
- Tucetona multicostata (G.B. Sowerby I, 1833)
- Tucetona nodosa (Reeve, 1843)
- Tucetona nux (Dall, Bartsch & Rehder, 1938)
- Tucetona oculata (Reeve, 1843)
- Tucetona odhneri (Iredale, 1939)
- Tucetona pallium (Reeve, 1843)
- Tucetona pectinata (Gmelin, 1791)
- Tucetona pectunculus (Linnaeus, 1758)
- Tucetona planata (G. Nevill & H. L. Nevill, 1874)
- Tucetona prashadi (Nicol, 1951)
- Tucetona saggiecoheni (Poppe, Tagaro & Stahlschmidt, 2015)
- Tucetona scalarisculpta (Lamprell & Whitehead, 1990)
- Tucetona sericata (Reeve, 1843)
- Tucetona shinkurosensis (Hatai, Niino & Kotaka in Niino, 1952)
- Tucetona sibogae (Matsukuma, 1982)
- Tucetona sordida (Tate, 1891)
- Tucetona strigilata (G.B. Sowerby I, 1833)
- Tucetona subpectiniformis (Nomura & Zinbo, 1934)
- Tucetona subtilis (Nicol, 1956)
- Tucetona tegulicia (Melvill, 1898)
- Tucetona tsugioi (Matsukuma, 1984)